# 彭布羅克 (安大略省)
彭布羅克（英語：Pembroke）是加拿大安大略省東南部一座城市，位于穆斯克拉特河匯入渥太華河所在，離首都渥太華西北約150（93英里）。彭布羅克是倫弗魯縣的縣治，但行政上獨立於該縣。據2011年加拿大人口普查所示，彭布羅克市内人口為14360人，都會區人口則達24017人。

## 歷史
渥太華河谷一帶滿佈樹林，因此從1820年代起吸引歐裔殖民到此砍伐林木。穆斯克拉特河匯入渥太華河所在的位置方便船隻停泊，而兩個聚落亦於穆斯克拉特河兩岸形成，分別取名金寶鎮（Campbelltown）和米拉米希（Miramichi）；米拉米希其後先後易名莫法特（Moffat）和薛鄧咸（Sydenham）。該兩個聚落於1856年合併成一個警政村落（police village），取名彭布羅克，並於1866年成為倫弗魯縣的縣治。彭布羅克於1877年建制為鎮，再於1971年改制為市。

## 交通
安大略省17號公路（橫加公路）為彭布羅克市的主要幹道，向東駁上417號高速公路通往渥太華，向西則經北灣和瑟比利通往緬尼托巴省邊界。此外，彭布羅克也是41號和148號省道的終點：前者向南通往納潘尼，後者向東伸延並於魁北克省邊界駁上魁北克148號公路。

## 媒體
彭布羅克的主要報章為《彭布羅克每日觀察家報》（Pembroke Daily Observer），市內也有數間電台。該市唯一一間地區電視台為隸屬CTV第二台的CHRO-TV，但該台近年則以渥太華為主要目標市場。國內其他電視網（如CBC、CTV、Citytv和環球電視）的訊號則源自渥太華、多倫多或蒙特婁。

## 外部連結
- （英文）彭布羅克市政府官方網站 （页面存档备份，存于）